# Cani e gatti
Cani e gatti è un film italiano del 1952 diretto da Leonardo De Mitri.

## Trama
In un paesello sulla sponda di un lago due partiti in lista si fanno guerra ad ogni occasione.
Alla battaglia prendono parte anche il farmacista e l'albergatore del borgo. Il farmacista è don Filippo, vedovo e padre della bella Lia. L'albergatore in realtà è la fiera ed energica donna Elvira, malamente sposata con un marito sottomesso e ubriacone.
In realtà i contrasti tra don Filippo e donna Elvira nascondono altre origini: una storia d'amore finita male venticinque anni prima. Il contrasto tra i due raggiunge il culmine quando donna Elvira si mette in testa di far ottenere al suo amato nipote una licenza per aprire una nuova farmacia nel paese di Ruvinello. Il fatto rappresenta per don Filippo una vera spina nel fianco perché così teme l'eventuale concorrenza nel paese di una nuova farmacia. Ma le possibilità per ottenere la licenza per una seconda farmacia sono legate ad una sola eventualità: che il paese cresca, demograficamente, da 3 000  a 3 001 abitanti. Tra il farmacista e l'albergatrice scoppia una guerra politico-demografica senza esclusione di colpi. Donna Elvira si spinge al punto da ospitare gratis nel suo albergo l'unica donna incinta del paese, in procinto di trasferirsi in un paese vicino per l'estrema povertà in cui versa con la sua famiglia. Intanto, all'oscuro di tutti, scoppia l'amore tra la figlia di don Filippo e il giovane nipote della albergatrice. Nasce finalmente il bambino e, mentre don Filippo si dispera, donna Elvira organizza i festeggiamenti per il cittadino numero 3001 di Ruvinello. Ma proprio per l'abuso di alcool durante la festa il marito di donna Elvira muore per un colpo.
Don Filippo vede riagguantare il suo vantaggio, ma durante la commemorazione in comune del marito di donna Elvira, Lia, figlia di don Filippo, è colta da improvviso malore perché incinta. Il padre è il giovane nipote di donna Elvira e aspirante farmacista. Donna Elvira, però, non è contenta dei fatti, perché ama segretamente don Filippo e sa che questo rappresenta per il suo amato un duro colpo. Sarà lei a ricevere la confessione di Lia. Alla fine i giovani si sposano e anche i due vecchi finiscono per riappacificarsi.

## Produzione
Esterni girati presso il lago di Bracciano ad Anguillara Sabazia.